# Soner Dikmen
Soner Dikmen (Altındağ, 1º settembre 1993) è un calciatore turco, centrocampista dell'Antalyaspor.

## Carriera
Ha giocato nella prima divisione turca.